# Кубок Англії з футболу 2021—2022
Кубок Англії з футболу 2021–2022 — 141-й розіграш найстарішого кубкового футбольного турніру у світі, Кубка виклику Футбольної Асоціації, також відомого як Кубок Англії. Титул здобув Ліверпуль.

## Перший раунд
На цій стадії турніру розпочинають грати клуби з Першої та Другої ліг.
У дужках вказаний дивізіон, у якому виступає клуб у поточному сезоні. Якщо уточнення відсутнє, клуб з першого дивізіону системи футбольних ліг Англії — Прем'єр-ліги
| Дата                        | Господарі                  | Рахунок | Гості                      | Глядачі |
| --------------------------- | -------------------------- | ------- | -------------------------- | ------- |
| 5 листопада                 | Садбері (8)                | 0:4     | Колчестер Юнайтед (4)      | 2 000   |
| 6 листопада                 | Бредфорд Сіті (4)          | 1:1     | Ексетер Сіті (4)           | 3 236   |
| 30 листопада (перегравання) | Ексетер Сіті (4)           | 2:1     | Бредфорд Сіті (4)          | 3 228   |
| 6 листопада                 | Сандерленд (3)             | 0:1     | Менсфілд Таун (4)          | 8 620   |
| 6 листопада                 | Хейз енд Ідінг Юнайтед (7) | 0:1     | Саттон Юнайтед (4)         | 1 201   |
| 6 листопада                 | Карлайл Юнайтед (4)        | 2:0     | Горшам (7)                 | 2 581   |
| 6 листопада                 | Єйт (7)                    | 0:5     | Йовіл Таун (5)             | 1 600   |
| 6 листопада                 | Сканторп Юнайтед (4)       | 0:1     | Донкастер Роверз (3)       | 3 301   |
| 6 листопада                 | Ротергем Юнайтед (3)       | 3:0     | Бромлі (5)                 | 4 064   |
| 6 листопада                 | Портсмут (3)               | 1:0     | Герроу Боро (7)            | 6 869   |
| 6 листопада                 | Джиллінгем (3)             | 1:1     | Челтнем Таун (3)           | 2 555   |
| 16 листопада (перегравання) | Челтнем Таун (3)           | 1:0     | Джиллінгем (3)             | 2 651   |
| 6 листопада                 | Моркам (3)                 | 1:0     | Ньюпорт Каунті (4)         | 1 879   |
| 6 листопада                 | Флітвуд Таун (3)           | 1:2     | Бертон Альбіон (3)         | 1 362   |
| 6 листопада                 | Нортгемптон Таун (4)       | 2:2     | Кембридж Юнайтед (3)       | 3 792   |
| 16 листопада (перегравання) | Кембридж Юнайтед (3)       | 3:1     | Нортгемптон Таун (4)       | 3 068   |
| 6 листопада                 | Галіфакс Таун (5)          | 7:4     | Мейденгед Юнайтед (5)      | 1 514   |
| 6 листопада                 | Честерфілд (5)             | 3:1     | Саутенд Юнайтед (5)        | 4 713   |
| 6 листопада                 | Кіддермінстер Гарріерз (6) | 1:0     | Грімсбі Таун (5)           | 2 791   |
| 6 листопада                 | Віган Атлетік (3)          | 0:0     | Соліхалл Мурс (5)          | 2 843   |
| 16 листопада (перегравання) | Соліхалл Мурс (5)          | 1:2 дч  | Віган Атлетік (3)          | 3 703   |
| 6 листопада                 | Борем Вуд (5)              | 2:0     | Істлі (5)                  | 931     |
| 6 листопада                 | Йорк Сіті (6)              | 0:1     | Бакстон (7)                | 3 791   |
| 6 листопада                 | Іпсвіч Таун (3)            | 1:1     | Олдем Атлетік (4)          | 8 845   |
| 16 листопада (перегравання) | Олдем Атлетік (4)          | 1:2 дч  | Іпсвіч Таун (3)            | 2 801   |
| 6 листопада                 | Вімблдон (3)               | 1:0     | Гайзлі (6)                 | 4 973   |
| 6 листопада                 | Гаррогейт Таун (4)         | 2:1     | Рексем (5)                 | 2 403   |
| 6 листопада                 | Гартлпул Юнайтед (4)       | 2:2     | Вікем Вондерерз (3)        | 4 271   |
| 16 листопада (перегравання) | Вікем Вондерерз (3)        | 0:1     | Гартлпул Юнайтед (4)       | 1 582   |
| 6 листопада                 | Кінгс-Лінн Таун (5)        | 0:1     | Волсолл (4)                | 1 934   |
| 6 листопада                 | Кру Александра (3)         | 0:3     | Свіндон Таун (3)           | 2 303   |
| 6 листопада                 | Чарльтон Атлетік (3)       | 4:0     | Гавант енд Вотерлувілл (6) | 3 865   |
| 6 листопада                 | Кроулі Таун (4)            | 0:1     | Транмер Роверз (4)         | 1 765   |
| 6 листопада                 | Лейтон Орієнт (4)          | 1:0     | Еббсфліт Юнайтед (6)       | 3 451   |
| 6 листопада                 | Мілтон-Кінз Донз (3)       | 2:2     | Стівенідж (4)              | 2 860   |
| 16 листопада (перегравання) | Стівенідж (4)              | 2:1 дч  | Мілтон-Кінз Донз (3)       | 1 876   |
| 6 листопада                 | Лінкольн Сіті (3)          | 1:0     | Боуерс енд Пітсі (7)       | 5 800   |
| 6 листопада                 | Порт Вейл (4)              | 5:1     | Аккрінгтон Стенлі (3)      | 4 605   |
| 6 листопада                 | Гейтсхед (6)               | 1:1     | Олтрінгем (5)              | 1 066   |
| 16 листопада (перегравання) | Олтрінгем (5)              | 2:3     | Гейтсхед (6)               | 1 390   |
| 6 листопада                 | Банбері Юнайтед (7)        | 0:4     | Барроу (4)                 | 2 400   |
| 7 листопада                 | Шеффілд Венсдей (3)        | 0:0     | Плімут Аргайл (3)          | 7 261   |
| 16 листопада (перегравання) | Плімут Аргайл (3)          | 3:0     | Шеффілд Венсдей (3)        | 11 094  |
| 7 листопада                 | Оксфорд Юнайтед (3)        | 2:2     | Бристоль Роверз (4)        | 5 083   |
| 16 листопада (перегравання) | Бристоль Роверз (4)        | 4:3 дч  | Оксфорд Юнайтед (3)        | 4 918   |
| 7 листопада                 | Стратфорд Таун (7)         | 1:5     | Шрусбері Таун (3)          | 2 800   |
| 7 листопада                 | Рочдейл (4)                | 1:1     | Ноттс Каунті (5)           | 2 587   |
| 16 листопада (перегравання) | Ноттс Каунті (5)           | 1:2     | Рочдейл (4)                | 4 416   |
| 7 листопада                 | Болтон Вондерерз (3)       | 2:2     | Стокпорт Каунті (5)        | 11 183  |
| 16 листопада (перегравання) | Стокпорт Каунті (5)        | 5:3 дч  | Болтон Вондерерз (3)       | 10 084  |
| 7 листопада                 | Сент-Олбанс Сіті (6)       | 3:2     | Форест Грін Роверз (4)     | 4 100   |
| 8 листопада                 | Дагенем енд Редбрідж (5)   | 0:1     | Солфорд Сіті (4)           | 2 330   |

## Другий раунд
| Дата                     | Господарі                  | Рахунок | Гості                | Глядачі |
| ------------------------ | -------------------------- | ------- | -------------------- | ------- |
| 3 грудня                 | Гейтсхед (6)               | 0:2     | Чарльтон Атлетік (3) | 3 746   |
| 4 грудня                 | Бакстон (7)                | 0:1     | Моркем (3)           | 3 642   |
| 4 грудня                 | Бристоль Роверз (4)        | 2:1     | Саттон Юнайтед (4)   | 4 456   |
| 4 грудня                 | Бертон Альбіон (3)         | 1:2     | Порт Вейл (4)        | 3 539   |
| 4 грудня                 | Лінкольн Сіті (3)          | 0:1     | Гартлпул Юнайтед (4) | 5 506   |
| 4 грудня                 | Вімблдон (3)               | 4:3     | Челтнем Таун (3)     | 4 322   |
| 4 грудня                 | Лейтон Орієнт (4)          | 4:0     | Транмер Роверз (4)   | 3 248   |
| 4 грудня                 | Кембридж Юнайтед (3)       | 2:1     | Ексетер Сіті (4)     | 2 834   |
| 4 грудня                 | Донкастер Роверз (3)       | 2:3     | Менсфілд Таун (4)    | 7 040   |
| 4 грудня                 | Волсолл (4)                | 1:2     | Свіндон Таун (4)     | 4 331   |
| 4 грудня                 | Ротергем Юнайтед (3)       | 1:0     | Стокпорт Каунті (5)  | 6 466   |
| 4 грудня                 | Карлайл Юнайтед (4)        | 1:2     | Шрусбері Таун (3)    | 2 794   |
| 4 грудня                 | Іпсвіч Таун (3)            | 0:0     | Барроу (4)           | 6 425   |
| 15 грудня (перегравання) | Барроу (4)                 | 2:0     | Іпсвіч Таун (3)      | 2 756   |
| 4 грудня                 | Портсмут (3)               | 1:2     | Гаррогейт Таун (4)   | 7 857   |
| 4 грудня                 | Йовіл Таун (5)             | 1:0     | Стівенідж (4)        | 2 754   |
| 5 грудня                 | Рочдейл (4)                | 1:2     | Плімут Аргайл (3)    | 2 687   |
| 5 грудня                 | Колчестер Юнайтед (4)      | 1:2     | Віган Атлетік (3)    | 2 056   |
| 5 грудня                 | Кіддермінстер Гарріерз (6) | 2:0     | Галіфакс Таун (5)    | 4 290   |
| 5 грудня                 | Солфорд Сіті (4)           | 0:2     | Честерфілд (5)       | 1 997   |
| 6 грудня                 | Борем Вуд (5)              | 4:0     | Сент-Олбанс Сіті (6) | 4 101   |

## Третій раунд
| Дата     | Господарі                  | Рахунок      | Гості                    | Глядачі |
| -------- | -------------------------- | ------------ | ------------------------ | ------- |
| 7 січня  | Свіндон Таун (4)           | 1:4          | Манчестер Сіті           | 14 753  |
| 8 січня  | Ковентрі Сіті (2)          | 1:0          | Дербі Каунті (2)         | 8 896   |
| 8 січня  | Бернлі                     | 1:2          | Гаддерсфілд Таун (2)     | 7 654   |
| 8 січня  | Менсфілд Таун (4)          | 2:3          | Мідлсбро (2)             | 7 297   |
| 8 січня  | Гартлпул Юнайтед (4)       | 2:1          | Блекпул (2)              | 4 932   |
| 8 січня  | Бристоль Сіті (2)          | 0:1 дч       | Фулгем (2)               | 7 304   |
| 8 січня  | Міллволл (2)               | 1:2          | Крістал Пелес            | 16 646  |
| 8 січня  | Борем Вуд (5)              | 2:0          | Вімблдон (3)             | 3 501   |
| 8 січня  | Вест-Бромвіч Альбіон (2)   | 1:2 дч       | Брайтон енд Гоув Альбіон | 8 208   |
| 8 січня  | Кіддермінстер Гарріерз (6) | 2:1          | Редінг (2)               | 5 178   |
| 8 січня  | Лестер Сіті                | 4:1          | Вотфорд                  | 25 710  |
| 8 січня  | Порт Вейл (4)              | 1:4          | Брентфорд                | 8 069   |
| 8 січня  | Віган Атлетік (3)          | 3:2          | Блекберн Роверз (2)      | 9 892   |
| 8 січня  | Ньюкасл Юнайтед            | 0:1          | Кембридж Юнайтед (3)     | 51 395  |
| 8 січня  | Барнслі (2)                | 5:4 дч       | Барроу (4)               | 4 755   |
| 8 січня  | Пітерборо Юнайтед (2)      | 2:1          | Бристоль Роверз (4)      | 4 937   |
| 8 січня  | Квінз Парк Рейнджерс (2)   | 1:1 пен. 8:7 | Ротергем Юнайтед (3)     | 7 157   |
| 8 січня  | Йовіл Таун (5)             | 1:3          | Борнмут (2)              | 7 818   |
| 8 січня  | Суонсі Сіті (2)            | 2:3 дч       | Саутгемптон              | 0       |
| 8 січня  | Челсі                      | 5:1          | Честерфілд (5)           | 39 795  |
| 8 січня  | Галл Сіті (2)              | 2:3 дч       | Евертон                  | 16 282  |
| 8 січня  | Бірмінгем Сіті (2)         | 0:1 дч       | Плімут Аргайл (3)        | 9 823   |
| 9 січня  | Лутон Таун (2)             | 4:0          | Гаррогейт Таун (4)       | 4 834   |
| 9 січня  | Кардіфф Сіті (2)           | 2:1 дч       | Престон Норт-Енд (2)     | 0       |
| 9 січня  | Сток Сіті (2)              | 2:0          | Лейтон Орієнт (4)        | 5 269   |
| 9 січня  | Ліверпуль                  | 4:1          | Шрусбері Таун (3)        |         |
| 9 січня  | Тоттенгем Готспур          | 3:1          | Моркем (3)               | 40 310  |
| 9 січня  | Вулвергемптон Вондерерз    | 3:0          | Шеффілд Юнайтед (2)      | 27 004  |
| 9 січня  | Чарльтон Атлетік (3)       | 0:1          | Норвіч Сіті              | 13 835  |
| 9 січня  | Вест Гем Юнайтед           | 2:0          | Лідс Юнайтед             | 54 303  |
| 9 січня  | Ноттінгем Форест (2)       | 1:0          | Арсенал                  | 24 938  |
| 10 січня | Манчестер Юнайтед          | 1:0          | Астон Вілла              | 72,911  |

## Четвертий раунд
| Дата     | Господарі                  | Рахунок      | Гості                    | Глядачі |
| -------- | -------------------------- | ------------ | ------------------------ | ------- |
| 4 лютого | Манчестер Юнайтед          | 1:1 пен. 7:8 | Мідлсбро (2)             | 71,871  |
| 5 лютого | Кіддермінстер Гарріерз (6) | 1:2 дч       | Вест Гем Юнайтед         | 6,238   |
| 5 лютого | Челсі                      | 2:1 дч       | Плімут Аргайл (3)        | 39,959  |
| 5 лютого | Крістал Пелес              | 2:0          | Гартлпул Юнайтед (4)     | 25,073  |
| 5 лютого | Гаддерсфілд Таун (2)       | 1:0          | Барнслі (2)              | 24,500  |
| 5 лютого | Пітерборо Юнайтед (2)      | 2:0          | Квінз Парк Рейнджерс (2) | 15,314  |
| 5 лютого | Саутгемптон                | 2:1 дч       | Ковентрі Сіті (2)        | 32,505  |
| 5 лютого | Евертон                    | 4:1          | Брентфорд                | 39,571  |
| 5 лютого | Сток Сіті (2)              | 2:0          | Віган Атлетік (3)        | 30,089  |
| 5 лютого | Манчестер Сіті             | 4:1          | Фулгем (2)               | 53,400  |
| 5 лютого | Вулвергемптон Вондерерз    | 0:1          | Норвіч Сіті              | 30,582  |
| 5 лютого | Кембридж Юнайтед (3)       | 0:3          | Лутон Таун (2)           | 7,937   |
| 5 лютого | Тоттенгем Готспур          | 3:1          | Брайтон енд Гоув Альбіон | 54,697  |
| 6 лютого | Ліверпуль                  | 3:1          | Кардіфф Сіті (2)         | 51,268  |
| 6 лютого | Ноттінгем Форест (2)       | 4:1          | Лестер Сіті              | 28,762  |
| 6 лютого | Борнмут                    | 0:1          | Борем Вуд (5)            | 9,548   |

## П'ятий раунд
| Дата      | Господарі             | Рахунок | Гості                | Глядачі |
| --------- | --------------------- | ------- | -------------------- | ------- |
| 3 березня | Евертон               | 2:0     | Борем Вуд (5)        | 38 836  |
| 1 березня | Крістал Пелес         | 2:1     | Сток Сіті (2)        |         |
| 7 березня | Ноттінгем Форест (2)  | 2:1     | Гаддерсфілд Таун (2) | 27 417  |
| 1 березня | Пітерборо Юнайтед (2) | 0:2     | Манчестер Сіті       | 13 405  |
| 1 березня | Мідлсбро (2)          | 1:0     | Тоттенгем Готспур    | 31 135  |
| 2 березня | Ліверпуль             | 2:1     | Норвіч Сіті          | 52 231  |
| 2 березня | Лутон Таун (2)        | 2:3     | Челсі                | 10 140  |
| 2 березня | Саутгемптон           | 3:1     | Вест Гем Юнайтед     | 28 383  |

## Шостий раунд
| Дата       | Господарі            | Рахунок | Гості          | Глядачі |
| ---------- | -------------------- | ------- | -------------- | ------- |
| 19 березня | Мідлсбро (2)         | 0:2     | Челсі          | 31,422  |
| 20 березня | Крістал Пелес        | 4:0     | Евертон        |         |
| 20 березня | Саутгемптон          | 1:4     | Манчестер Сіті | 29,702  |
| 20 березня | Ноттінгем Форест (2) | 0:1     | Ліверпуль      | 28,584  |

## Півфінали
| Дата      | Господарі      | Рахунок | Гості         | Глядачі |
| --------- | -------------- | ------- | ------------- | ------- |
| 16 квітня | Манчестер Сіті | 2:3     | Ліверпуль     | 73,793  |
| 17 квітня | Челсі          | 2:0     | Крістал Пелес | 76,238  |

## Фінал
| 14 травня 2022 16:45 (GMT) |

| Челсі                                                               | 0:0      | Ліверпуль                                                                     |
| ------------------------------------------------------------------- | -------- | ----------------------------------------------------------------------------- |
|                                                                     | Протокол |                                                                               |
|                                                                     | Пенальті |                                                                               |
| - Алонсо - Аспілікуета - Джеймс - Барклі - Жоржиньйо - Зієш - Маунт | 5:6      | - Мілнер - Тьяго - Фірміно - Александер-Арнольд - Мане - Діогу Жота - Цимікас |

| Вемблі, Лондон Глядачів: 84 897 Арбітр: Крейг Поусон (Шеффілд) |